# Elasis
Elasis là một chi thực vật có hoa trong họ Commelinaceae.